# Phalaenopsis lueddemanniana
Phalaenopsis lueddemanniana är en orkidéart som beskrevs av Heinrich Gustav Reichenbach. Phalaenopsis lueddemanniana ingår i släktet Phalaenopsis och familjen orkidéer. Inga underarter finns listade i Catalogue of Life.

## Bildgalleri

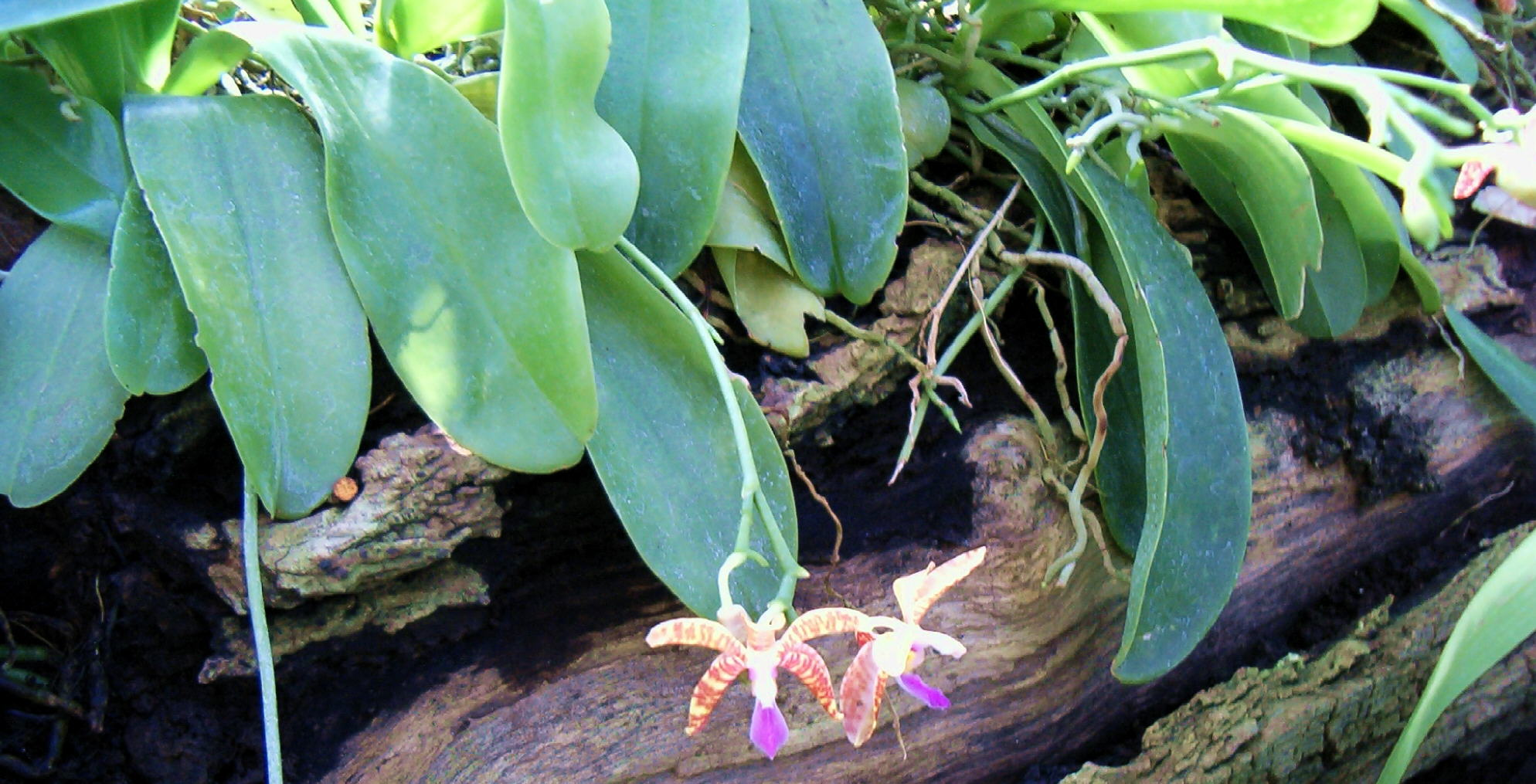
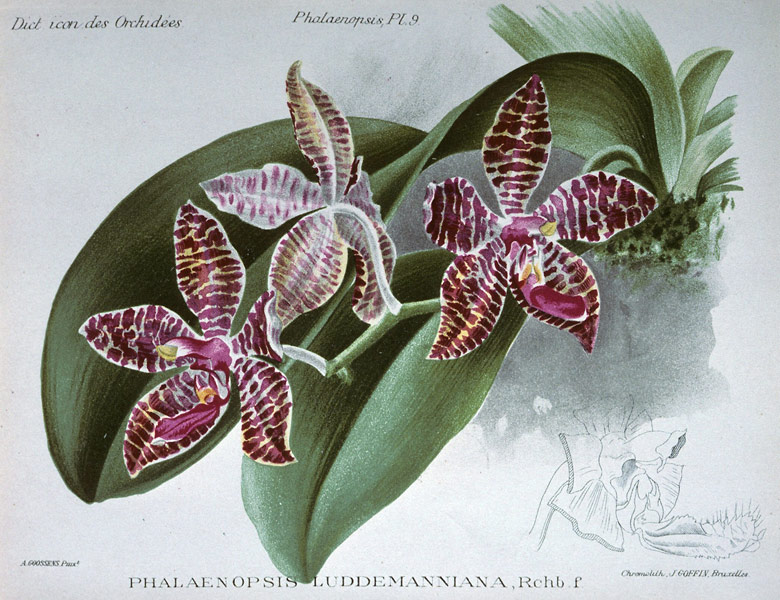
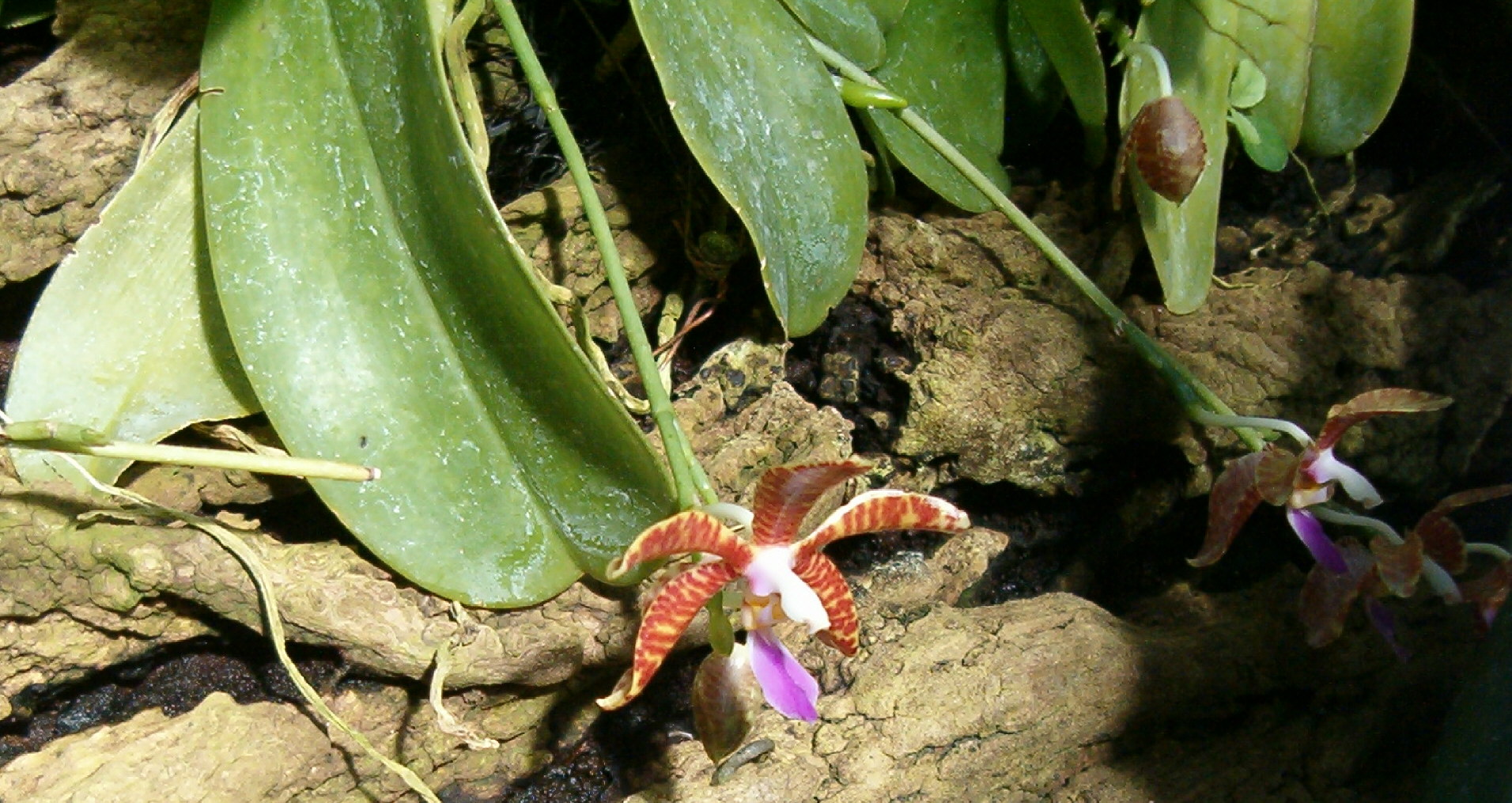
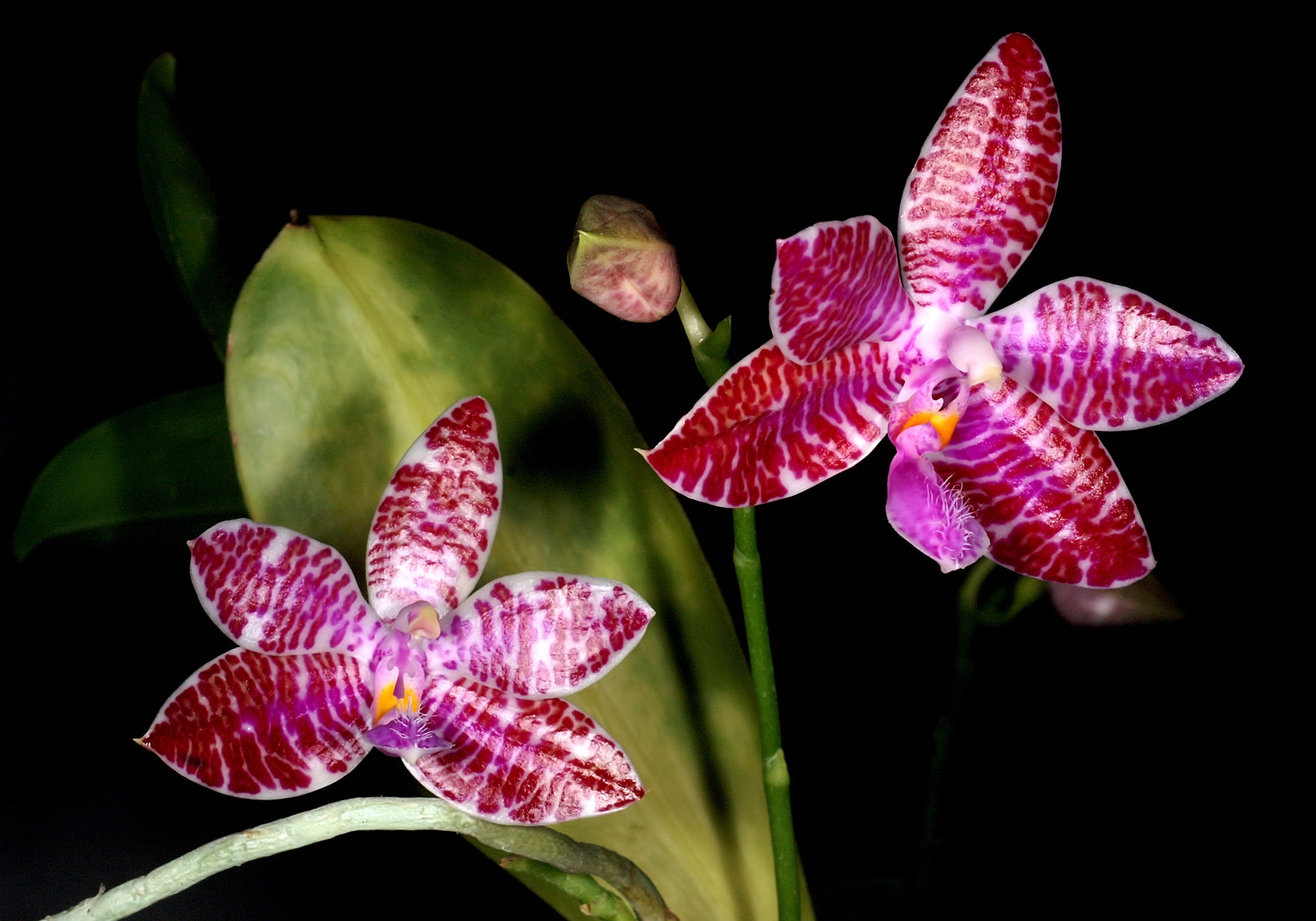
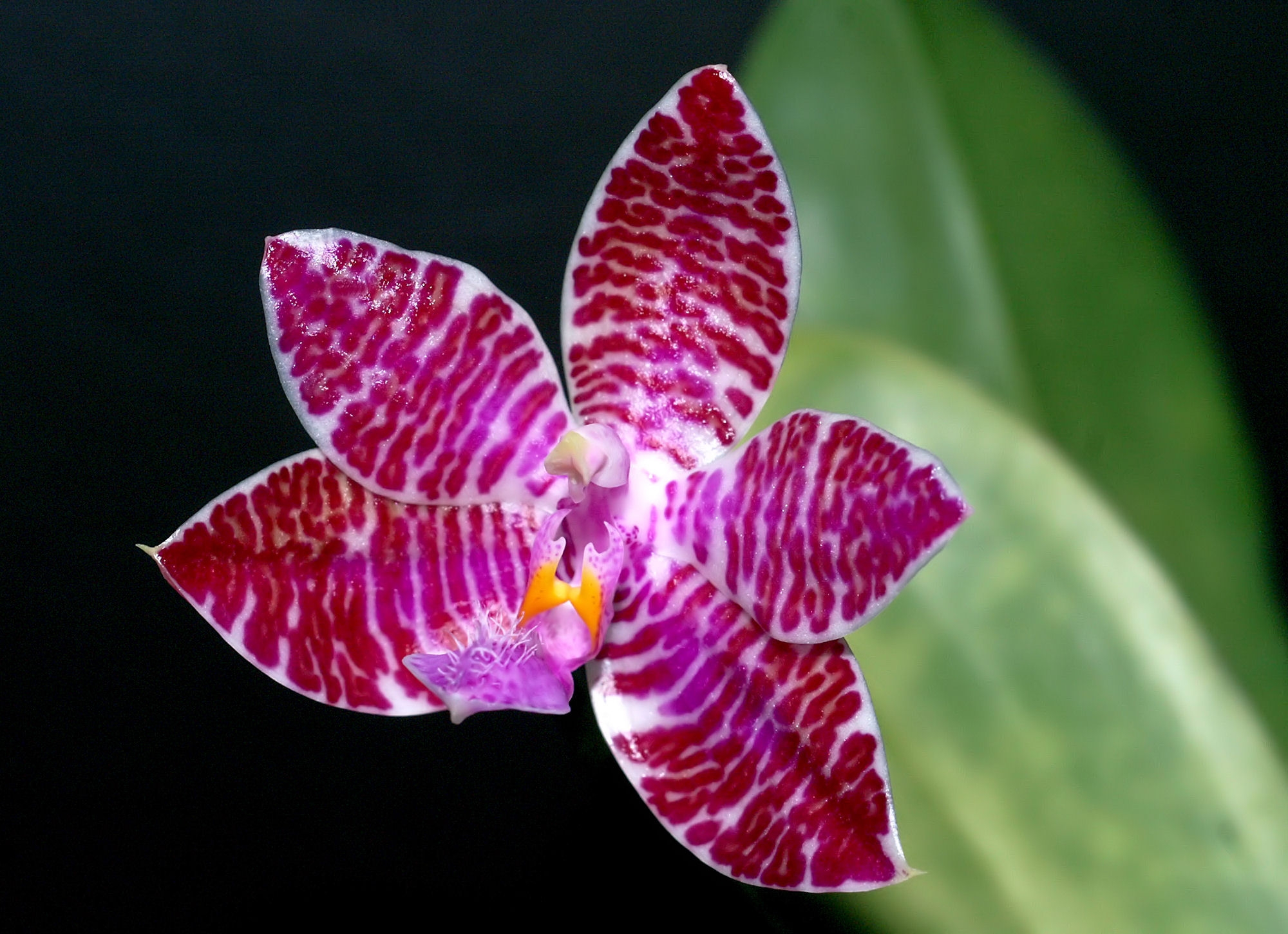
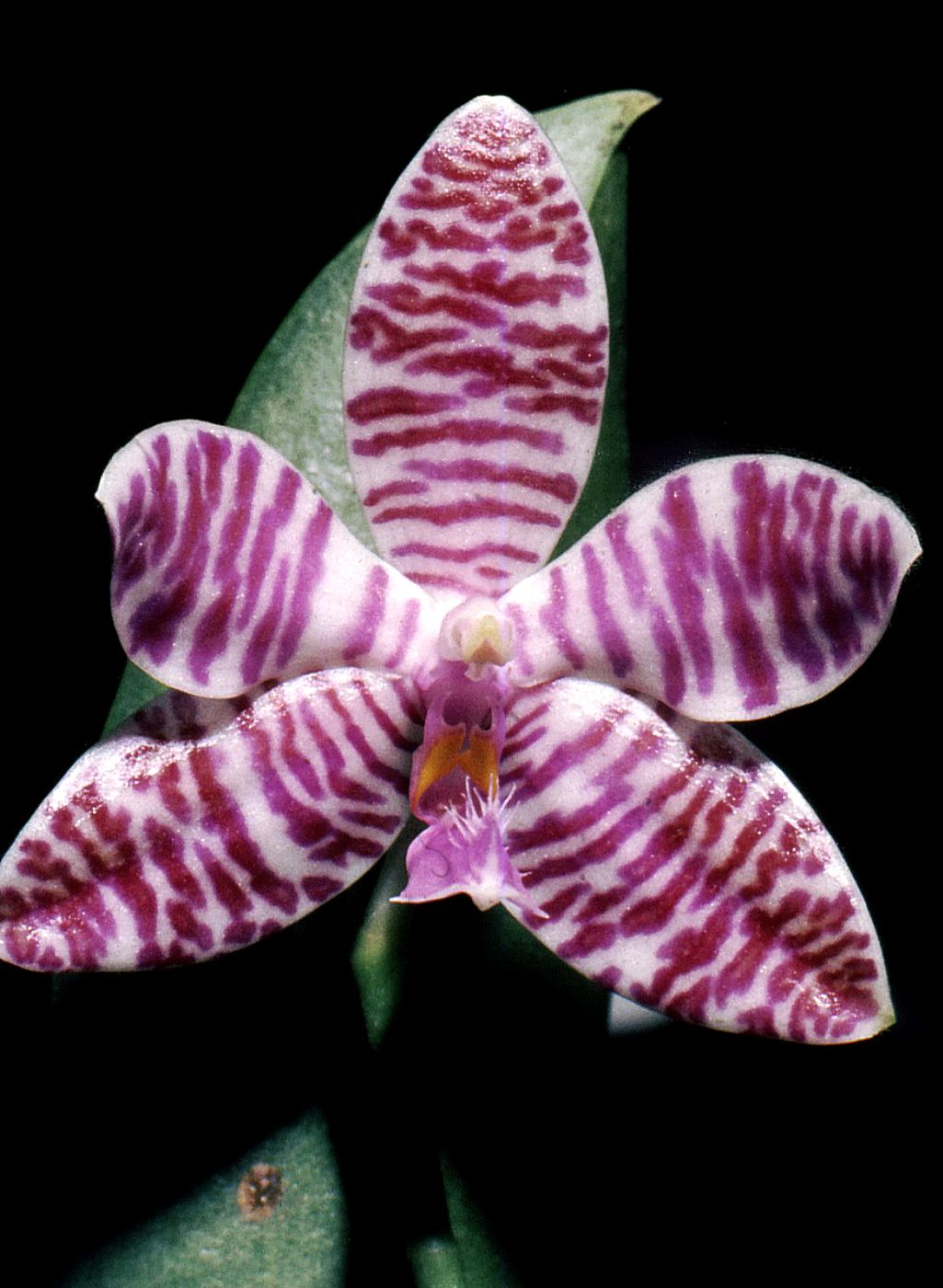